# Saná Fernandes
Saná Eusébio Mango Fernandes (Bisáu, 10 de marzo de 2006) es un futbolista portugués de origen bisauguineano. Juega de extremo izquierdo y su equipo actual es Società Sportiva Lazio de la Serie A, máxima categoría del fútbol italiano.

## Trayectoria
Se formó en las divisiones infantiles y juveniles de Sporting de Lisboa, en el año 2022 no renovó su contrato por lo que quedó libre del club. Trascendió el interés de su fichaje de equipos como Barcelona, Real Madrid y Manchester City. Finalmente firmó contrato con la Società Sportiva Lazio por 3 temporadas.
Debutó en Italia el 17 de septiembre de 2022, fue titular en la fecha 2 del Torneo Primavera de segunda división, enfrentaron a la sub-19 de Monopoli, convirtió un gol, brindó una asistencia y ganaron 5-0. A pesar de ser categoría sub-17 jugó con la sub-19 durante toda la temporada 2022-23, estuvo presente en 28 encuentros, convirtió 7 goles y dio 12 asistencias durante la temporada regular, salieron campeones y ascendieron al Torneo Primavera de primera división. Además convirtió 2 goles en la Supercopa sub-19 del Torneo Primavera 2, en lo que fue la victoria de Lazio 0-4 frente a Genoa.
Para la temporada 2023-24 fue ascendido al primer equipo por el entrenador Maurizio Sarri, en la fecha 2 de la Serie A estuvo en el banco de suplentes por primera vez, no tuvo minutos y perdieron 0-1 frente a Genoa.
Tras no tener minutos en Lazio, fue cedido a NAC Breda a mediados de 2024 para que tenga rodaje. Debutó como profesional el 9 de agosto de 2024, fue en la primera fecha del campeonato neerlandés, jugó en los minutos finales contra Groningen pero perdieron 4-1. Disputó un total de 16 partidos, aportó 1 gol y 1 asistencia.

## Estadísticas
Actualizado al último partido citado el 18 de mayo de 2025.
| Club                          | Div.          | Temporada     | Liga  | Liga  | Liga   | Copas nacionales | Copas nacionales | Copas nacionales | Copas internacionales | Copas internacionales | Copas internacionales | Total | Total | Total  |
| Club                          | Div.          | Temporada     | Part. | Goles | Asist. | Part.            | Goles            | Asist.           | Part.                 | Goles                 | Asist.                | Part. | Goles | Asist. |
| ----------------------------- | ------------- | ------------- | ----- | ----- | ------ | ---------------- | ---------------- | ---------------- | --------------------- | --------------------- | --------------------- | ----- | ----- | ------ |
| S. S. Lazio · Italia          | 1.ª           | 2023-24       | 0     | 0     | 0      | 0                | 0                | 0                | -                     | -                     | -                     | 0     | 0     | 0      |
| S. S. Lazio · Italia          | 1.ª           | 2025-26       | 0     | 0     | 0      | -                | -                | -                | —                     | —                     | —                     | 0     | 0     | 0      |
| S. S. Lazio · Italia          | Total club    | Total club    | 0     | 0     | 0      | 0                | 0                | 0                | 0                     | 0                     | 0                     | 0     | 0     | 0      |
| N. A. C. Breda · Países Bajos | 1.ª           | 2024-25       | 15    | 1     | 0      | 1                | 0                | 1                | —                     | —                     | —                     | 16    | 1     | 1      |
| N. A. C. Breda · Países Bajos | Total club    | Total club    | 15    | 1     | 0      | 1                | 0                | 1                | 0                     | 0                     | 0                     | 16    | 1     | 1      |
| Total carrera                 | Total carrera | Total carrera | 15    | 1     | 0      | 1                | 0                | 1                | 0                     | 0                     | 0                     | 16    | 1     | 1      |
| 1.                            |               |               |       |       |        |                  |                  |                  |                       |                       |                       |       |       |        |